# Luis Baca Elorreaga
Luis Baca Elorreaga (Victoria de Durango, 15 de diciembre de 1826, fue  un compositor mexicano, pionero de la ópera mexicana.

## Biografía
Su padre fue Santiago Baca Ortiz, primer gobernador constitucional del Estado de Durango, quien murió cuando Luis contaba con sólo cinco años. Su tío Francisco Elorreaga (hermano de su madre Veneranda y sucesor de su padre como gobernador de Durango) lo tomó bajo su cuidado. A los siete años comenzó a tomar lecciones particulares de piano y solfeo, complementadas en el Conservatorio de la Gran Sociedad Filarmónica.
Su familia lo envió a París a estudiar medicina, pero él se volcó a la música, que interpretaba en los salones distinguidos de la sociedad parisina. Tomó clases con Edmundo Jouvein en el Conservatorio de París.

## Obras
- Ave María (1850).
- Amada, Delflna, Jenny, Josefina, Julieta y Linda (polcas).
- Leonor (ópera en dos actos con libreto de Carlo Bozzetti, no estrenada).
- Juana de Castilla (ópera en dos actos con libreto de Temístocles Solera, no estrenada).